# كلية الشريعة والقانون جامعة الأزهر بالقاهرة
كلية الشريعة والقانون جامعة الأزهر بالقاهرة، إحدىٰ أقدم وأعرق كليات جامعة الأزهر. وهي كلية خاصة بدراسة العلوم الشرعية والقانونية فالعلوم الشرعية تتمثل في (الفقه والفقه المقارن وأصول الفقه) والعلوم القانونية تتمثل في (القانون الجنائي والقانون الدستوري والقانون المدني والقانون الدولي... إلخ) والتي تماثل المواد التي تدرس في كليات الحقوق، مما أكسب هذه الكلية ميزةَ الجمع بين العلوم الدينية «المتمثلة في المواد الشرعية» والعلوم الدنيوية «المتمثله في المواد القانونية».

## تاريخ نشأتها
منذ بدأ الأزهر الشريف القيامَ برسالته المتمثلة في الحفاظ على الدين الإسلامي واللغة العربية منذ افتتاحه كانت المواد التخصيصة لكلية الشريعة تدرس في الجامع الأزهر الشريف وفي عام 1930 م صدر القانون الذي ينظم الدراسة بالأزهر ونص ان الدراسة في الأزهر على أربع مراحل:
- المرحلة الإبتدائية، ومدة الدراسة بها أربع سنوات.
- المرحلة الثانوية، ومدة الدراسة بها خمس سنوات.
- المرحلة العالية، وقد انحصرت في ثلاث كليات هي: كلية الشريعة، كلية أصول الدين وكلية اللغة العربية، ولكل كلية مناهجها الخاصة بها.

فيعتبر هذا القانون بداية عهد جديد للأزهر، حيث أصبحت الدراسة في فصول دراسية بدلا من نظام الحلقات، وأصبح نظام المحاضرات هو السائد.
وكانت غاية كلية الشريعة تخريج العلماء الذين ينهضون بمسئولية وظائف القضاء الشرعي، وتدريس المواد الشرعية في المعاهد الدينية، وفي مدارس وزارة التربية والتعليم.
واستمر الحال على ذلك إلى عام 1961م حيث صدر القانون رقم 103 لسنة 1961م بتطوير الأزهر.

## عن الكلية
تقع الكلية في شارع الأزهر (جوهر القائد) بالدراسة – القاهرة. تخرج العديد من الكوادر للعمل في القضاء والتدريس والمحاماة وكل مجال له صلة بالمناهج الدراسية بالكلية.

## الشعب الدراسية بالكلية

### الشعب الدراسية بالكلية في مرحلة الإجازة العالية
1. شعبة الشريعة الإسلامية ومدة الدراسة بهذا القسم أربع سنوات يحصل بعدها الطالب علي ليسانس الشريعة الإسلامية.
2. شعبة الشريعة والقانون ومدة الدراسة بهذا القسم أربع سنوات يحصل بعدها الطالب علي ليسانس الشريعة والقانون وهو يعادل ليسانس الحقوق من أي جامعة اخري إضافة الي مواد الشريعة من فقه مذهبي وأصول فقه وفقه مقارن.
3. شعبة الشريعة والقانون باللغة الإنجليزية ومده الدراسة فيها اربع سنوات يحصل بعدها الطالب علي ليسانس الشريعة والقانون باللغة الإنجليزية[3]

### الشعب الدراسية بالكلية في مرحلة الدراسات العليا
1. شعبة أصول الفقه
2. شعبة الفقه
3. شعبة الفقه المقارن
4. شعبة القانون العام
5. شعبة القانون الخاص.

### الأقسام العلمية بالكلية
1. قسم الفقه
2. قسم أصول الفقه
3. قسم الفقه المقارن
4. قسم القانون العام
5. قسم القانون الخاص.

## الشهادات التي تمنحها الكلية
1. الإجازة العالية (الليسانس) في الشريعة الإسلامية
2. الإجازة العالية (الليسانس) في الشريعة والقانون
3. الإجازة العالية (الليسانس) في الشريعة والقانون باللغة الإنجليزية
4. درجة التخصص (الماجستير)
5. درجة العالمية (الدكتوراه).

## الأنشطة العلمية والأكاديمية
تقيم الكلية العديد من الندوات العلمية، وبها ثلاث مجلات: مجلة اتحاد الجامعات العربية مجلة علمية محكمة، مجلة قطاع الشريعة والقانون مجلة علمية محكمة، مجلة كلية الشريعة والقانون بالقاهرة مجلة علمية محكمة.

## نظام الالتحاق بالكلية
- الطلاب المصريون يتم قبول الطلاب الحاصلين على شهادة الثانوية الأزهرية طبقا للتنسيق السنوى
- الطلاب الوافدون يتم قبولهم عن طريق التقدم إلى مكتب تنسيق الطلاب الوافدين بالجامعة بعد معادلة الشهادات الحاصلين عليها.

## من أبناء الكلية
تتلمذ في هذه الكلية ودرس في أروقتها العديد من أشهر العلماء وغيرهم الكثير ممن أسهموا في خدمة الدين الإسلامي ومنهم:
| الاسم                       | التخصص                              | المنصب                            |
| --------------------------- | ----------------------------------- | --------------------------------- |
| أ.د عطا السنباطي            | استاذ الفقه المقارن و القانون الخاص | عميد الكلية الحالي                |
| ا.د محمد عبد الرحمن الضويني | استاذ الفقه المقارن                 | وكيل الأزهر الشريف حاليا          |
| أ.د أبو بكر يحيى عبد الصمد  | أستاذ الفقه المقارن                 | وكيل الكليه لشؤون التعليم والطلاب |
| ا.د محمود شوكت العدوي       | أستاذ اصول الفقه                    | عميد الكلية سابقا                 |
| أ.د نصر فريد واصل           | أستاذ الفقه                         | مفتي الديار المصرية سابقا         |
| أ.د عبد الفتاح حسيني الشيخ  | أستاذ اصول الفقه                    | رئيس جامعة الأزهر سابقا           |
| أ.د عبد الفتاح إدريس        | أستاذ الفقه المقارن                 | رئيس قسم الفقه المقارن سابقا      |
| أ.د احمد طه ريان            | أستاذ الفقه المقارن                 |                                   |
| أ.د محمد رافت عثمان         | أستاذ الفقه المقارن                 | عميد الكلية سابقا                 |
| أ.د رشاد حسن خليل           | أستاذ الفقه المقارن                 | عميد الكلية سابقا                 |
| أ.د حامد أبوطالب            | أستاذ القانون المدني                | عميد الكلية سابقا                 |
| أ.د عبد السميع أبو الخير    | أستاذ القانون المدني                | عميد الكلية سابقا                 |
| أ.د مصباح المتولي حماد      | أستاذ الفقه المقارن                 | وكيل الكلية سابقا                 |
| أ.د سعد الدين هلالي         | أستاذ الفقه المقارن                 |                                   |
| أ.د فتحي عثمان الفقي        | أستاذ الفقه                         | وكيل الكلية السابق                |
| أ.د رمضان محمد الهيثمي      | أستاذ أصول الفقه                    | عميد الكلية سابقا                 |
| أ.د أسامة العبد             | أستاذ الفقه                         | رئيس الجامعة سابقا                |
| أ.د عادل عبد العال          | أستاذ القانون الدولي                | عميد الكلية سابقا                 |
| أ.د فؤاد محمد النادي        | أستاذ القانون العام                 | رئيس قسم القانون العام سابقا      |
| أ.د/ نوبي محمد جادالكريم    | أستاذ الفقه العام                   | رئيس قسم الفقه سابقا              |
| ا.د أسامة السيد عبد السميع  | أستاذ الفقه المقارن                 | وكيل الكلية سابقا                 |
| أ.د. أحمد مصطفى محرم        | استاذ الفقه المقارن                 |                                   |